# 古河グループ
古河グループ（ふるかわグループ、英語: Furukawa Group）は、戦前の古河財閥の流れを汲む企業グループである。中核企業は、古河機械金属・古河電気工業・富士電機・富士通の4社。創始者は古河市兵衛で、源流企業は古河機械金属である。

## 概要
古河財閥の創始者・古河市兵衛が、明治8年（1875年）に草倉銅山の払い下げを受けて鉱山経営を始めたこと（現在の古河機械金属が源流企業である）から、企業グループとして形成される。現在の古河グループは古河三水会（さんすいかい）と呼ばれ、戦前と同様に電気・金属・化学工業などを中心とした企業で形成されている。特にグループの中核企業として、古河機械金属、古河電気工業、富士電機、富士通の4社が挙げられる。
本流会社および密接な提携関係を続けているものは、古河三水会理事会社である古河機械金属、古河電気工業、富士電機、富士通、横浜ゴム、ADEKA、日本軽金属ホールディングス、日本ゼオン、朝日生命保険、みずほ銀行の10社と、会員会社39社の計49社である。

## 財閥解体と古河三水会の発足
第二次世界大戦の敗北に伴う連合国軍最高司令官総司令部（GHQ）の占領政策である「経済民主化政策」の3大柱は、農地改革、労働改革、そして財閥解体であった。1945年に、古河鉱業（現・古河機械金属）、古河電気工業、旭電化工業（現・ADEKA）が指定会社（制限会社）となり、1946年に発足した持株会社整理委員会によって古河財閥の解体作業が開始された。
GHQによる財閥の解体は、「持株会社の解体」「財閥家族の企業支配力の排除」「株式所有の分散化」の3つの柱からなっていた。持株会社の解体に関しては、古河鉱業と古河電気工業が持株会社の指定を受けたが、純粋持株会社ではなかった（事業持株会社であった）ために解散されることなく、持株会社整理委員会に有価証券を譲渡し、子会社との資本関係を解消した上で、企業再建整備法による再建の道を進み、1950年に古河鉱業と古河電気工業は共に制限会社の指定を解除された。旭電化工業は、企業再建整備計画の認可条件を満たした1949年に制限会社の指定を解除された。
財閥家族の企業支配力の排除については、古河従純（古河4代目当主、元古河鉱業社長）と中川末吉（元古河電気工業社長）が指定され、両者の所有有価証券は持株会社整理委員会に譲渡された。また、被指定者は会社役員への就任の制限措置がとられた。
株式所有の分散化については、持株会社整理委員会が譲り受けた株式を1947年に設置された証券処理調整協議会を通じて公衆（会社従業員を含む）に売却することによって行なわれた。
古河財閥は、上記の財閥解体処分により、集中排除・企業再建整備の試練を経て、それぞれ独立の企業として再出発した。しかし、同じ古河財閥の一員として成長・発展してきた同系企業相互の関係は、単に資本的・人的関係が断たれただけで崩れることはなかった。特に古河財閥の場合は、非鉄金属・電機エレクトロニクス・化学などの事業会社が中心となって原料・製品面での関連が強く、それぞれが完全独立会社となってからも協力関係が維持された。その端的な例として、1950年の日本ゼオンの創立に当たって、古河電気工業・横浜ゴム・日本軽金属の旧・古河財閥（戦後は古河グループと称す）3社の緊密な協力が行なわれたことにも示されている。
古河グループの再結集の梃子の役割を果たしたのは、第一銀行（後のみずほ銀行）による融資系列の形成であった。その基本的機能は、株式の相互持ち合いによる株主安定化である（その中心的役割を果たしているのは古河財閥の源流企業・古河機械金属である）。1954年に、古河グループに所属する会員相互の親睦・情報交換・協力・共同事業を行なう任意団体として「古河三水会」が設立された。古河三水会の理事会社は10社で、構成会員は理事会社の主要な子会社・関連会社などから成っている。
理事会社9社は、古河機械金属・古河電気工業・富士電機・富士通・横浜ゴム・ADEKA・日本軽金属・日本ゼオン・朝日生命保険で、特に古河機金・古河電工・富士電機・富士通の4社が中核理事会社である。また、古河三水会という名称は、毎月第三水曜日に古河グループの社長会が開催されることにちなむ。
グループ会社数は488社、グループ従業員数は約25万人、年間売上高12兆円、グループメッセージは「未来をひらく　古河グループ」、事務局は東京・丸の内の丸の内仲通りビルディング。

## 主要会社
子会社や関連会社まで含めると膨大な数に上る為、ここでは、古河グループの社長会である古河三水会理事会社（10社）および会員会社（39社）の主要会社のみを挙げた。（2014年9月現在）
| 社名                               | 理事会社 | 会員会社 | 備考                                   |
| ---------------------------------- | -------- | -------- | -------------------------------------- |
| 古河機械金属                       | Yes      | Yes      |                                        |
| 古河林業                           | —        | Yes      |                                        |
| トウペ                             | —        | Yes      |                                        |
| 古河電気工業                       | Yes      | Yes      | ※1                                     |
| 古河電池                           | —        | Yes      |                                        |
| テレビ東京                         | —        | Yes      |                                        |
| 古河産業                           | —        | Yes      |                                        |
| SBS古河物流                        | —        | Yes      |                                        |
| 古河テクノマテリアル               | —        | Yes      |                                        |
| 古河AS                             | —        | Yes      |                                        |
| 理研電線                           | —        | Yes      |                                        |
| 岡野電線                           | —        | Yes      |                                        |
| ミハル通信                         | —        | Yes      |                                        |
| 正電成和                           | —        | Yes      |                                        |
| 関東電化工業                       | —        | Yes      |                                        |
| ADEKA                              | Yes      | Yes      |                                        |
| 日本農薬                           | —        | Yes      |                                        |
| 横浜ゴム                           | Yes      | Yes      |                                        |
| タキロンシーアイ                   | —        | Yes      | ※3                                     |
| 富士電機                           | Yes      | Yes      |                                        |
| 富士電機ITソリューション           | —        | Yes      |                                        |
| 富士電機機器制御                   | —        | Yes      |                                        |
| 富士古河E&C                        | —        | Yes      |                                        |
| 富士オフィス&ライフサービス        | —        | Yes      |                                        |
| 富士通                             | Yes      | Yes      |                                        |
| デンソーテン                       | —        | Yes      |                                        |
| 富士通ゼネラル                     | —        | Yes      |                                        |
| 富士通Japan                        | —        | Yes      |                                        |
| 富士通エフサス                     | —        | Yes      |                                        |
| 富士通フロンテック                 | —        | Yes      |                                        |
| 富士通テレコムネットワークス       | —        | Yes      |                                        |
| 富士通ネットワークソリューションズ | —        | Yes      |                                        |
| 富士通パーソナルズ                 | —        | Yes      |                                        |
| 新光電気工業                       | —        | Yes      |                                        |
| FDK                                | —        | Yes      |                                        |
| PFU                                | —        | Yes      | 2025年、富士通が全株売却しリコー傘下。 |
| アドバンテスト                     | —        | Yes      |                                        |
| 日本軽金属ホールディングス         | Yes      | Yes      |                                        |
| 日軽産業                           | —        | Yes      |                                        |
| 日本ギア工業                       | —        | Yes      |                                        |
| 日本ゼオン                         | Yes      | Yes      |                                        |
| 澁澤倉庫                           | —        | Yes      |                                        |
| 朝日生命保険                       | Yes      | Yes      |                                        |
| みずほ銀行                         | Yes      | Yes      | ※2                                     |
| みずほ証券                         | —        | Yes      | ※2                                     |
| 損害保険ジャパン                   | —        | Yes      | ※2※3                                   |

備考欄の
- 「※1」の会社は、主管企業である。
- 「※2」の会社は、芙蓉グループでもある。
- 「※3」の会社は、三和グループ（みどり会加盟企業）でもある[1]。

## 主要会社の概略

### 古河機械金属
古河機械金属の頁に、詳細が記されているためそちらを参照。
（また、古河機械金属は古河財閥の源流企業である関係で、古河グループに関する項目も多く記述されている）

### 古河電気工業
古河電気工業は、1920年に古河鉱業（現・古河機械金属）の工業部門・日光電気精銅所・本所鎔銅所と、1908年以降に古河グループが資本参加していた横浜電線製造（旧・山田電線製造所）とが合体し、社名を古河電気工業として設立された。古河鉱業は、1884年に本所鎔銅所を設置、1906年には日光電気精銅所を建設、更に1908年には横浜電線製造の経営権（株式を過半数取得）を掌握して、精銅・伸銅・電線部門に確固たる地位を築き、その上この部門に関わる多くの傍系企業を持っていたが、それは古河鉱業が銅を中心とした鉱山業から下流加工業へ進出する明確な経営戦略があったことに基づいている。
古河電工は、1921年に九州電線製造を吸収合併し、1922年に横浜の電機製作所で電話機の生産を開始した（この電話機生産が後の富士通につながる）。また、三菱鉱業（現・三菱マテリアル）と資本提携し、三菱鉱業が古河電工の株式5万株（12.5％）を所有し、見返りに電線・伸銅部門は古河電工に一任するというもので、これにより古河電工の経営基盤は強固となった。九州電線製造を吸収した後、古河電工傘下の電線会社は、東京の日本電線と大阪の日本電線製造の2社であった。関東大震災の被災を免れた日本電線は、業務の拡張のため1923年に倍額増資を企図したが、古河合名会社（現・古河機械金属）（所有6676株）と古河電工（所有2349株）の両者は合計で3938株しか応じることができず、そのために資本支配力が弱体化した。そのほか古河グループは古河商事・大連事件の余波を受けて、古河銀行（現・みずほ銀行）と古河合名会社の日本電線などの傍系会社に対する金融的な援助が及ばなかったことがある。このような背景のもとで、日本電線は東京製線を吸収するなど古河電工と競合する積極的な経営活動を行なうに至り、1926年にその協約書が破棄され、日本電線は独自の道を歩むことになった。古河合名会社から派遣されていた日本電線専務・崎山刀太郎は協約書破棄の前年に古河合名会社を辞職し、その後、日本電線と大日日本電線の合併を推進し、先述のように三菱電線工業の創設が行なわれた。

### 富士電機
古河市兵衛の時代から古河グループの事業展開に関係の深いドイツのシーメンスと協力して、電気機械器具の製造事業への進出計画が具体化したのは、第一次世界大戦後の日本における電力事業の拡大と工場用動力の電化の著しい進展があった1919年である。それは、ドイツと日本の双方で始まった。提携交渉は順調に始まったが、古河グループ側では古河商事の破綻と日本における恐慌の深刻化があり、シーメンス側もインフレーション克服のための対外投資の禁止策などの制約が生じ、交渉は一時、停滞した。その後、古河合名会社（現・古河機械金属）にかわり古河電気工業がシーメンスとの交渉当事者となり、両社の提携に対する熱意が高まる中で、1923年に富士電機製造（現・富士電機）が設立された。富士電機製造の「富士」とは、古河の頭文字「ふ」とシーメンス（Siemensのドイツ語読みはジーメンス）の頭文字「じ」に因んだものである。
新会社の業務開始日の1923年9月1日に関東大震災が発生したが、幸い東京の本社事務所は損傷なく、事業は東京シーメンス社から引き継がれた在庫品と受注残でつなぐことができた。しかし、川崎工場の建設は少し遅れ、ようやく1925年からシーメンスの技術指導を得て品質の安定した製品を市場に供給し始め、先行する芝浦製作所（現・東芝）、日立製作所、三菱電機に次ぐ重電機メーカーへの道を着実に進んでいった。
古河電工は、富士電機製造の設立の前からと横浜電線製造所内に電機製作所を設け電話機の製造を行なっていた。古河電工は富士電機製造に電機製作所を現物出資する予定であったが、設備の評価額でシーメンスと意見が折り合わず技術提携の対象から外れたが、関東大震災で電機製作所が焼失したため改めて電話機事業が提携契約の対象に入れられるという経緯があった。この時点で、富士電機製造は重電および弱電を持つ総合電機会社となった。弱電部門（電話機部門）は、1935年に富士通信機製造（現・富士通）の設立により同社へ移管されることになった（後述）。
その後、満州事変（1931年）から日中戦争（1937年）までの6年間の日本経済は、軍備拡大による軍需品の急速な需要の拡大があり、富士電機製造は急速な規模拡大と業績の向上が続き、事業の発展への大きな契機となった。第二次世界大戦中、シーメンスとの提携関係は途切れたが、戦後の1952年に技術提携を復活させ友好関係を維持し、その後の経済環境の変化にも対応し、家電部門からは撤退し、重電機器を中心に経営を発展させながら今日に至っている。シーメンスがかつて、ドイツ・グラモフォンの親会社だったことから、日本ポリドールにシーメンスともども出資していた。

### 富士通
1935年に、富士電機製造（現・富士電機）の電話機部門を母体として富士通信機製造（現・富士通）が富士電機から分離・独立して設立された。富士通信機製造の「富士」とは、古河の頭文字「ふ」とシーメンス（Siemensのドイツ語読みはジーメンス）の頭文字「じ」に因んだものである。
分離・独立の第一の要因は、経営上の理由であった。すなわち、通信機関係は製造面や営業面で重電機器とは性格を異にし、シーメンスが当時、強電部門と弱電部門を別会社として経営しており、独立して経営した方が得策であるとの判断に基づいたのである。特に、主要顧客の逓信省（現・総務省）との良好な関係維持を促進するものであった。そのことは、富士通信機製造の発足時に、東京逓信局から大山喜四郎を代表取締役専務として招聘したことからもいえる。
第二の要因は、東京電気（現・東芝）との提携による。東京電気は当初、電球・真空管を製造していたが、1930年以降に無線通信機器の製造を開始した。しかし、有線通信機には手が回らなかった。一方、富士電機は有線通信機器では地歩を築きつつあったが、無線通信機器までは手が回らない状況であった。そこで、当時の東京電気社長・山口喜三郎（元古河機械金属常務、元古河電気工業専務）は富士電機や古河グループ各社の幹部と旧知の関係にあり、富士電機は有線通信機器、東京電気は無線通信機器に特化して協力し共同の利益を上げるという趣旨の「事業共同経営に関する覚書」が締結された。そして、それに基づき両社はそれぞれ新会社を設立して、専業化した事業を行なうこととし、富士電機は富士通信機製造を、東京電気は東京電気無線を設立した。
富士通信機製造と東京電気無線の両社は相互に株式を持ち合い、富士通信機製造には東京電気社長の山口喜三郎が、東京電気無線には富士通信機製造社長の吉村萬次郎が、それぞれ取締役に就任した。その後、互いに有線機器・無線機器の特化に対する縛りを緩和し、契約解消の機運が高まる中で、1939年に東京電気が芝浦製作所と合併し東京芝浦電気が設立され、1943年には東京電気無線が東京芝浦電気に吸収されるに及び、東京芝浦電気の初代社長となった山口喜三郎からの申し入れにより、所有株式を相互に返還して事業共同契約は解消された。
富士通信機製造はその後、通信機事業をベースとして電子計算機に進出し、それと並んで工作機械の自動制御事業（のちファナック）を発展させていくことになる。

### 横浜ゴム
古河電気工業の前身の1つである横浜電線製造は、電線製造業に携わる中で電線被覆用ゴムのほかに工業用ゴムの製造も行なっていた。1913年頃、横浜電線製造の常務取締役として赴任していた中川末吉（後に古河電工社長、横浜ゴム社長）は、工業用ゴムの将来性を高く評価して、そのために高級ゴム製品の製造を目標とし、外国技術の導入・外国企業との提携の機会を企図していた。
一方、東京において営業所を設け自動車用タイヤチューブ・工業用ゴム・一般用ゴム製品の輸入・販売を営んでいたアメリカのBFグッドリッチ（BFGoodrich）は、かねて東洋に製造工場を設置することを模索していた。そして、古河グループが国内におけるゴム製品の市場予測や提携相手先の調査をしていた動向を知ったBFグッドリッチの東京営業所代表から、中川末吉に両社共同による工場設置案を提案してきた。1917年6月、BFグッドリッチの本社代表が来日し古河グループ側と折衝、技術はBFグッドリッチが提供し、経営は古河側が担当するという基本骨子で覚書が調印された。引き続いて1917年10月、新会社「横濱護謨製造」（現・横浜ゴム）が設立された。なお、取締役会長には古河鉱業（現・古河機械金属）の中島久万吉、初代社長には河井浩が就任した。
設立後、BFグッドリッチの協力を得て順調な発展経緯をたどっていたが、1923年9月に関東大震災が発生、平沼工場は完全に崩壊・焼失した。その状況は、将来の工場再建を絶望させるような壊滅的な状況であった。1924年3月にBFグッドリッチ副社長（横濱護謨製造取締役を兼務）レーモンドが来日し、当初、工場再建を断念する意向を表明していたが、平沼工場を訪問した際に、焼け跡の整理・機械の手入れに専念する従業員の真摯な姿に感動し翻意、いくつかの厳しい選択肢を巡って論争の末、漸進的再建方策に合意した。
引き続いて、当時の社長・中川末吉の強力な指揮のもと、BFグッドリッチの横濱護謨製造再建に関する危惧に対して、日本市場の将来性と事業継続の有望性を粘り強く説得して、1925年にBFグッドリッチと工場の再建計画についての合意が成立、工場は多くの努力を伴いながら再建され、その後、満州事変（1931年）期を経て経営は発展的な軌道に乗り、現在ではゴム製品業界の最先端で活躍している。

### ADEKA
1915年、古河合名鉱業部（現・古河機械金属）副部長の山口喜三郎が桂川電力（現・東京電力）の役員と電力を利用した新事業としてのソーダ工業の創業について協議し、これが端緒となり同年に古河合名会社（現・古河機械金属）・桂川電力・東京電気（現・東芝）の3社出資の匿名組合「東京電化工業所」（現・ADEKA）が設立され、電解ソーダの工業化試験が開始された。そこでの晒粉生産に成功し、1917年に東京電化工業所を発展的に解消し、新会社「旭電化工業」（現・ADEKA）が設立された。この新会社設立の陰の功労者は山口喜三郎で、それは山口が電気分銅の技術者でありながら食塩分解の必要性を古河グループ内で力説し、幹部を説得したことによるものである。
旭電化工業の設立の背景は、1914年の第一次世界大戦の勃発により、それまで需要の大部分を輸入に依存していたソーダ灰・苛性ソーダの海外からの調達が難しくなり、ソーダ工業製品の国内需要が急増したため、当時の最新技術である電解ソーダ法により、ソーダ製品を製造すること目的とするものであった。古河合名会社は鉱業から工業への展開を模索しており、桂川電力は電力の新規需要先の開拓のため、東京電気は電気製品事業の新しい展開を図ることを目途とし、3社それぞれの企図が合致して合弁事業が発足した。発起人は古河合名会社理事長・近藤陸三郎、古河合名鉱業部副部長・山口喜三郎、桂川電力社長・雨宮亘ほか2名、東京電気監査役・長富直三（東京電気元社長、山口喜三郎の岳父）であった。
旭電化工業は、日本の電解ソーダメーカーとして先駆者的地位にあったが、そのため技術・販売・労務管理上、多くの困難に遭遇し、創業開始後2年にして第一次世界大戦後の恐慌（1920年）とアメリカ・イギリス両国からの苛性ソーダの輸入の増大という試練を受け赤字計上が続き、また古河商事の大連事件の発生（1920年）の影響もあり会社の閉鎖の議論まで行なわれたが、経営者と従業員が一丸となって会社存続を訴え、設備の合理化と硬化油・石鹸・合成塩酸製造への多角化などにより、創業後10年を経て経営の発展基盤が確立された。

### 日本軽金属
古河グループは早くからアルミニウム送電線の製造に関心を持ち、1919年にイギリスのブリティッシュ・アルミニウム社とアルミ棹の輸入・製造技術供与契約を締結し、1920年には鋼心アルミニウム線の製造を開始した。1921年、古河電気工業は日本電力（戦前まで存在した五大電力会社の1社）の大阪・岐阜間の送電線に鋼心アルミニウム線を供給し、日本での鋼心アルミニウム線の先鞭を付けた。
古河電工はその後もアルミニウム産業に強い関心を持ち続け、アルミニウム製錬の事業化を計画したが、必要とする電源確保の問題が解決できないでいた。ちょうどその時、東京電燈（現・東京電力）は精錬用電力を開発しアルミニウム事業の発展を企図しており、政府のアルミニウム増産要請もあって、両社の合意は成立し、1939年に日本軽金属が設立された。設立時の株主総数は1万6860人、1000株以上保有の株主は125人、発起人の両社以外に大株主がなく、最初から大衆株主の会社であったという特徴がある。
日本軽金属は、1942年以降、1945年の第二次世界大戦終戦まで、アルミニウムに関して日本一の生産量を上げたが、戦争末期には原材料のボーキサイトの確保ができず操業停止となった。戦後、1948年にはボーキサイトの輸入が再開され操業を再開し、1950年の朝鮮動乱の勃発により生産は飛躍的に増大し、引き続いて1954年から1957年にかけての神武景気の期間に経営発展の基盤を築いた。その後、1970年代の2度にわたる石油危機の発生により、同業各社がアルミニウム精錬から撤退していったが、日本軽金属のみは現在においてもアルミニウム精錬から加工に至る日本唯一のアルミニウム総合一貫メーカーとして活躍している。
また、平成期に至っても1995年頃にアルキャン（旧カナダアルミ会社）から保有株を肩代わり子会社化した東洋アルミニウム（本来は外資の前者と住友との合弁）を経営支援、90年代後期のバブル崩壊以降に幾度となく経営が傾きかけた後も自力再建を貫く。また、同業他社をはじめ製造業界による再編で揺れる2013年4月に持株会社・日本軽金属ホールディングスを設立し現在に至る。

### 日本ゼオン
古河グループの塩化ビニル樹脂を含む各種有機合成化学の研究は、1938年に設立された財団法人古河理化学研究所が中心となって、新しい絶縁材料としての合成ゴム・合成樹脂の開発を進めていた。
合成ゴムについては、古河電気工業がアメリカのチオコール社から多硫化系合成ゴムの特許権を取得し、自社ノウハウにより1934年に横浜電線製造所内に月産3トンの設備を建設し生産を開始した。このチオコールゴムについて、1943年に海軍が緊急軍需品として横濱護謨工業（現・横浜ゴム）に生産を命じ、同社は神奈川工場で月産20トンの設備を建設し1944年から生産を開始した。これは、第二次世界大戦中に日本で合成ゴムとその加工が一体的に行なわれた唯一の例である。
合成樹脂については、古河電工においてポリスチレンと塩化ビニル樹脂の研究科が1930年代から始められた。ポリスチレンについては、1931年にドイツから試作品を入手し古河電工理化試験所で分析し絶縁抵抗が優れていることを確認した上で、1937年に製造技術を確立して「スチライト」という商品名で市場に出された。その後、古河グループとしては、横浜ゴムが月産15トンの製造を行なうことになったが、設備の建設中に終戦を迎え本格生産は実現できなかった。
塩化ビニール樹脂については、電線用不燃材料として海軍が強くその供給を要請した。古河理化学研究所は本格的な研究を始め、塩化ビニルモノマーの製造に続き、1940年頃から懸濁重合法による重合研究に移行し、1941年半ばまでに基礎実験を終え、その成果に基づき横浜ゴムの鶴見工場に月産1トンの設備を建設し、更に海軍の要請により神奈川工場で月産15トンの設備の建設に着手して一部運転に入ったが、資材不足からフル操業に入ることなく終戦を迎えた。
古河グループの有機合成化学に関する事業化は終戦とともに一時頓挫するが、合成ゴム・合成樹脂の研究・生産に携わった人材の多くは、戦後の合成樹脂工業や合成ゴム工業の重要な担い手となった。
横浜ゴムは、戦後いち早く神奈川工場を改修し、1946年から月産3トンの塩化ビニール樹脂の生産を開始したが、カーバイド、アセチリンと塩酸から塩化ビニールモノマーを製造し、塩化ビニール樹脂を重合するプロセスには問題が多く、グッドリッチとの技術提携による事業化を目指し、その生産を中止した。しかし、この横浜ゴムの塩化ビニール樹脂に関する知見は、日本ゼオンの設立とその後の事業展開の中で活かされることになる。
一方、日本軽金属は戦後間もなくアルミニウムの生産が禁止されたため、電力・電炉を活用してカーバイドや苛性ソーダの製造を蒲原工場（静岡県）で始め、更に塩化ビニール樹脂の生産を計画し、1950年に日本ゼオンに引き継ぐまで14ヶ月の間、約100トンの製品を市販した。これらの日本軽金属の事業も、日本ゼオンの設立とその後の事業展開の中で活かされることになった。
古河電工は、戦前すでに電線の難燃性被覆材料として塩化ビニール樹脂やその加工の研究を行なっていたが、戦後、1948年にアメリカのナショナル・ラバー・マシナリーの電線用押出機を輸入し、本格的な塩化ビニール樹脂電線の生産体制を整えた。このような、電線メーカーの合成樹脂を使用した絶縁ケーブル製造技術の先行的な開発が、日本の塩化ビニール樹脂事業の発展を牽引したのである。
このように、古河グループの3社（古河電工・横浜ゴム・日本軽金属）は、それぞれ塩化ビニール樹脂事業への関与の必然性を持ち、技術導入と独自技術開発を通じて塩化ビニール樹脂やその加工製品の事業化を模索していた。特に、横浜ゴムはその設立時から関係の深いBFグッドリッチと、戦後、ゴム部門を中心に提携を復活させるとともに、BFグッドリッチの関係会社であるグッドリッチ・ケミカル社の製造する各種合成樹脂や特殊合成ゴムに着目し、技術提携を働きかけた。
そうした中で、グッドリッチ・ケミカルとの技術提携を前提として、古河グループ3社は、1950年に日本ゼオンを設立した。日本ゼオンは、グッドリッチ・ケミカルの技術と日本軽金属からカーバイドや電力の供給を受け、塩化ビニール樹脂、同共重合物などを製造・販売する。また、役員は横浜ゴム・日本軽金属の出身者で占められた。古河電工は当時、依然として戦後の制限会社に指定されていたため役員社外兼務ができず役員の派遣はなかった。古河グループ3社の設立時出資比率は同率で、グッドリッチ・ケミカルとの技術提携は1951年に政府の承認を経て、同年末に新会社へ35％の出資が行なわれた。設立当初の工場は、主要材料のカーバイド、塩素、電力の供給を受ける日本軽金属の蒲原工場内に建設された。
1951年に日本ゼオンの主力工場として日本軽金属の蒲原工場内に最新鋭の工場の建設に着手し、1952年に日本ゼオン蒲原工場として本格的な操業が開始された。製品の品質は、グッドリッチ・ケミカルの高品質製品と同等であり、国内需要の増加と朝鮮動乱による特需も重なって好調な滑り出しであった。その後、1953年に塩化ビニール協会が設立され、日本ゼオンは業界内で重要な地位を占め、順調な経営規模の拡大・発展を遂げていく。

### 朝日生命保険
帝国生命保険（現・朝日生命保険）は1887年に創業し、古河グループとのかかわり合いは1910年に帝国生命保険取締役・志賀直温（古河市兵衛と足尾銅山を共同経営した志賀直道の息子）の斡旋で古河鉱業会社（現・古河機械金属）が株式所有（10％）したのがきっかけであった。
その後、帝国生命保険を古河グループの唯一の生命保険会社にするために株式保有を増加させながら、1918年に古河合名（現・古河機械金属）社員の木村長七を監査役として送り込み、1920年には古河合名総理事の井上公二を取締役に就任させた。更に1924年には井上公二が帝国生命保険社長に就任し、その後、同社株式を市場から買い入れ1927年に同社株式の過半数を取得、帝国生命保険を傍系企業に加えた。同社の経営権を取得したことにより、1927年の金融恐慌に際し古河銀行（現・みずほ銀行）の古河合名への貸付金の一部肩代わりをするなど、古河グループの金融に大きな貢献を果たした。以降、古河側から役員の派遣を続け、第二次世界大戦後の財閥解体に至るまで同社の経営を担当した。
戦後の1947年、新しく朝日生命保険として相互会社形態で発足し（帝国生命保険は株式会社であった）、相互会社となったため古河グループからの資本関係はなくなったが、歴史的つながりから、同社は古河三水会の理事会社として、古河グループ各社と協力関係（古河グループ各社への資本参加を含む）を維持している。

### みずほ銀行
東京古河銀行（1922年に古河銀行と改称、現・みずほ銀行）は1917年に設立され、第一次世界大戦特需と古河グループ各社の好調な発展に支えられ、預金・貸出ともに急成長した。事業の発展に伴い、長期的な工業金融を中心として、信託業務の開始、外国為替業務の拡張、支店の増設などを目指していた。その時に発生したのが古河商事の大連事件であり、また、深刻な第一次世界大戦後の反動恐慌であった。
大連事件の一時的な善後処理は何とか乗り切ったが、その後、預金の大幅減少が続き、これも第一銀行（のち第一勧業銀行、現・みずほ銀行）の援助を受けながら何とか凌ぐことができた。そして、恐慌沈静後は預金が増勢に転じ、関東大震災の発生後も順調に回復した。
しかし、その後、関東大震災に伴う震災手形処理問題の難航から、鈴木商店の破綻に代表される全国の銀行を巻き込んだ1927年の金融恐慌が発生し、引き続いて1929年の世界恐慌とそれに基づく翌年からの昭和恐慌により、預金が激減して容易ならざる状況に直面した。この時、古河財閥の幹部は、不測の事態を回避するために、むしろ進んで銀行閉鎖をすることが得策であるとの判断に立った。
そして、銀行業務と支店の移管について第一銀行と東京貯蓄銀行（のち協和銀行、現・りそなホールディングス）との合意を得て、1931年に大蔵大臣に解散認可願を提出し、認可された。この早い決断は、その後の「銀行の合同」の嵐をみるにつけ（第一銀行と三井銀行の合併など）、不幸中の幸いであったといえる。これ以降、古河グループは産業を中心とした企業集団として活動していくことになった。
古河グループ（古河三水会、旧・古河財閥）は、銀行系列としては第一銀行（のち第一勧業銀行、現・みずほ銀行）系列に所属する。古河グループと第一銀行の関係の歴史を振り返ると、以下のように要約できる。
第一銀行の前身である第一国立銀行（小野組と三井組との共同出資で設立された）は1873年に日本初の銀行として創立され、1875年に渋沢栄一が頭取に就任し、官金出納のほか一般銀行業務を取り扱った。1874年、小野組の破綻により第一国立銀行は経営危機に直面したが、前述のように小野組で商事部門を担当していた古河市兵衛が進んで抵当物件を提供するなどの誠実な態度によって、その危機を回避することができた。それ以降、渋沢栄一は古河市兵衛との強い信頼関係を保ち、1875年に市兵衛がほとんど無一文で鉱山事業に取り組む際には、第一国立銀行から資金援助を惜しまず、更に足尾銅山の事業の経営に関し、自ら参加するまでになった。
また、第一銀行は、1896年から始まる足尾銅山の鉱毒予防工事に際して、古河鉱業（現・古河機械金属）に巨額の工事費用を提供した。更に、1917年創立の古河銀行が、古河商事の破綻や金融恐慌の影響を受けて苦境にあった折に、同行業務と支店・従業員を引き継ぐなどの支援協力を行なった。このような緊密な関係はその後も（第二次世界大戦の敗戦に伴う財閥解体後も）一貫し、古河グループ各社と第一銀行は幾多の試練を相互に援助しながら乗り越えて、互恵的パートナーシップ関係を維持し、今日に至っている。第一銀行は1971年に日本勧業銀行と合併し第一勧業銀行となり、2002年には第一勧業銀行・日本興業銀行・富士銀行が再編し、みずほコーポレート銀行及びみずほ銀行となった（2013年に両行は合併し、現在のみずほ銀行に）。みずほ銀行は、現在においても古河三水会の理事会社として古河グループ各社の事業に深い理解と協力を提供している。

## スポーツ
- ジェフユナイテッド市原・千葉 - JR東日本との共同出資で古河電気工業サッカー部をプロ化し、初年度参加チームとしてJリーグに加盟。千葉県市原市、千葉市をホームタウンとする。
- 川崎フロンターレ - 富士通サッカー部として設立。1997年にプロ化しJリーグ準会員となり、1999年に新しく設立されたJリーグ2部の初年度参加チームとしてJリーグに加盟。神奈川県川崎市をホームタウンとする。

## CM
以前、1993年4月 - 1999年3月の間、テレビ東京の土曜日昼間12時半からのゴルフ番組（当時の同局の土曜の昼間は30分刻みにゴルフ番組が集中していた）のプロゴルファー塩谷育代がホスト役の番組である「塩谷育代のゴルフ魅せます」は古河グループの一社提供だった。（それ以前は、海外のコメディー番組→青春ドキュメント番組「青春の日本列島」→「青春ING」を経て、1987年4月から1993年3月までは吉川なよ子ホストのゴルフ番組であった。）グループ関連の会社のCM（朝日生命、横浜ゴム、日本軽金属、ADEKAなど）が流れ、番組の最後に、勇壮な交響曲（番組末期はピアノ曲）をバックに古河三水会の会社名がテロップで流れていた。

## 大阪万博の古河パビリオン

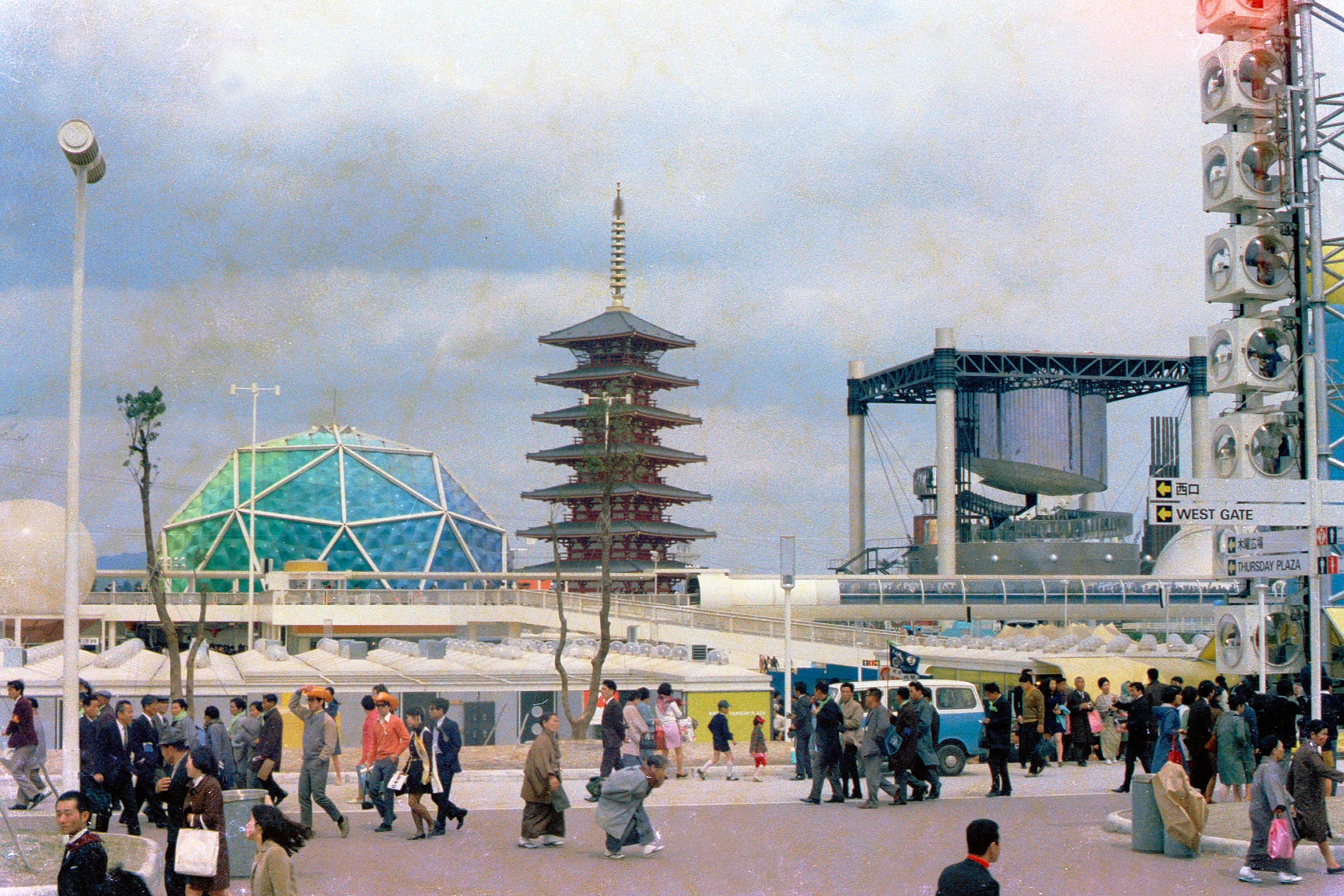
中央が古河パビリオン

1970年の日本万国博覧会（大阪万博）で、古河グループは「古代の夢と現代の夢」というテーマを「東大寺七重の塔とコンピュートピア」で表現した古河パビリオンを出展した。
- 「古代の夢」＝「東大寺七重の塔」
  - 再現された七重の塔は、最上階の七層へはエレベーターで上がり、展望回廊から万博会場を見渡すことができた。

- 「現代の夢」は「コンピュートピア」
  - コンピュートピアとは、コンピュータによって実現される便利で楽しい世界（ユートピア）である。会場には、富士通が製作した最新鋭の純国産コンピュータが展示された。

- 古河パビリオンは3室に分かれており、第1室「導入部」はテーマディスプレイ・メビウスの環、第2室「実験劇場」はコンピュータ・ハンド・ゲーム（大型のクレーンゲーム機。現在のUFOキャッチャーの元祖）、電車の運転テスト、碁とコンピュータ、コンピュータ・ドレス・デザイナー、キャッシュレス・ショッピング、第3室はコンピュータ・ミュージカル・ホール、テレビ電話コーナー、で構成されていた。

- 古河パビリオンは未来的建築の並ぶ会場内であえて「外し」狙いで古典的に東大寺の過去に雷で燃失した七重塔を再現していた。会期終了後、東大寺より移設の要望もあったが、資金上の問題もあり最上部の相輪部のみ寄贈されるにとどまる（大仏殿回廊の東側に建てられている）。